# Rio Creţu (Şercăiţa)
O Rio Creţu é um rio da Romênia, afluente do Şercăiţa, localizado no distrito de Braşov.